# U-21-Fußball-Europameisterschaft 2006
Die 18. U-21-Fußball-Europameisterschaft wurde von den Niederlanden gewonnen. Es war der erste Sieg für Oranje. Titelverteidiger Italien schied wie Deutschland in der Endrunde bereits nach der Gruppenphase aus. Die Schweiz scheiterte in den Entscheidungsspielen für den Einzug in die Endrunde an Portugal. Österreich schied bereits in der Qualifikationsrunde aus.
Die Endrunde wurde in der Zeit vom 23. Mai bis 4. Juni 2006 in Portugal ausgetragen.

## Modus
Alle gemeldeten Mannschaften wurden auf zehn Gruppen aufgeteilt. Die Gruppensieger und die sechs punktbesten Gruppenzweiten erreichten das Achtelfinale. Dort wurden im Hin- und Rückspiel die acht Teilnehmer an der Endrunde ermittelt.
Die acht Endrundenteilnehmer werden auf zwei Gruppen zu je vier Mannschaften aufgeteilt. Innerhalb der Gruppen spielt jede Mannschaft einmal gegen jede andere Mannschaft. Die Gruppenersten und Gruppenzweiten erreichen das Halbfinale. Die Halbfinalsieger spielen schließlich im Endspiel den Europameister aus.

## Abschneiden der deutschsprachigen Mannschaften

### Deutschland
Keine Blöße gab sich Deutschland in der starken Qualifikationsgruppe. Gegen Mitfavoriten England gab es zwei Unentschieden (in Hull 2:2 und in Mainz 1:1). Das Heimremis (1:1 in Cottbus) gegen Polen wurde durch einen 3:1-Auswärtssieg wettgemacht. Am Ende leistete Österreich noch mit einem 2:1-Auswärtssieg in England Schützenhilfe, womit Deutschland der Gruppensieg nicht mehr zu nehmen war.
In den Entscheidungsspielen um den Einzug in die Endrunde legte Deutschland schon im Auswärtsspiel gegen die Tschechische Republik durch Tore von Nando Rafael und Christian Schulz mit einem 2:0-Sieg den Grundstein zum Aufstieg in die Endrunde. Der durch Nando Rafael fixierte 1:0-Heimsieg machte letztlich alles klar.
Etwas enttäuschend verlief dann die Gruppenphase der Endrunde. Zwar gab es gegen Serbien und Montenegro einen knappen 1:0-Sieg, doch folgte diesem eine glatte 0:3-Niederlage gegen Frankreich. Eine 0:1-Niederlage gegen Portugal führte letztlich zum Ausscheiden der deutschen Mannschaft.
- Spielerkader (Endrunde): Markus Brzenska (Borussia Dortmund), Gonzalo Castro (Bayer 04 Leverkusen), Christian Eigler (SpVgg Greuther Fürth), Malik Fathi (Hertha BSC), Florian Fromlowitz (1. FC Kaiserslautern), Patrick Helmes (1. FC Köln), Roberto Hilbert (SpVgg Greuther Fürth), Stefan Kießling (1. FC Nürnberg), Matthias Lehmann (TSV 1860 München), Ioannis Masmanidis (Arminia Bielefeld), Marvin Matip (1. FC Köln), Alex Meier (Eintracht Frankfurt), Peter Niemeyer (FC Twente Enschede), Patrick Ochs (Eintracht Frankfurt), Patrick Platins (VfL Wolfsburg), Eugen Polanski (Borussia Mönchengladbach), Nando Rafael (Borussia Mönchengladbach), Michael Rensing (FC Bayern München), Sascha Riether (SC Freiburg), Christian Schulz (Werder Bremen), Lukas Sinkiewicz (1. FC Köln), Moritz Volz (FC Fulham) – Teamchef: Dieter Eilts.

Als einziger Spieler wurde Marvin Matip für alle 15 Begegnungen einberufen und stand dabei auch immer in der Anfangsformation. Ihm am nächsten kamen Malik Fathi, Mike Hanke und Moritz Volz mit je 14 Spielen, gefolgt von Sascha Riether (13) und Christian Schulz (12).

### Schweiz
Die Schweiz startete in der Qualifikation mit einem eher enttäuschenden 1:1-Unentschieden in Israel, wahrte danach jedoch durch ein 1:1 in Frankreich seine Chance auf den Gruppensieg. Somit blieb es bis ins Finish spannend. Im letzten Spiel kam es gegen Frankreich zum direkten Duell um den Gruppensieg. Die Franzosen ließen jedoch keine Zweifel aufkommen und siegten in Schaffhausen klar mit 3:0. Im letzten Spiel konnte die Schweiz jedoch mit einem 1:0-Auswärtssieg in Nordirland den zweiten Gruppenplatz belegen und die Qualifikation für die Entscheidungsspiele für den Einzug in die Endrunde schaffen. Teamchef Bernard Challandes nominierte in der Qualifikationsrunde insgesamt 31 Spieler, von denen nicht weniger als acht in allen acht Begegnungen dabei waren.
Für die Entscheidungsspiele erhielt die Schweiz mit Portugal einen fast übermächtigen Gegner zugelost. Das Heimspiel im Zürcher Hardturm-Stadion brachte nach einer 1:0-Führung durch Davide Chiumento ein 1:1-Unentschieden. Auch im Rückspiel in Porto ging die Schweiz durch David Degen in Führung, doch konnte Portugal letztlich durch Tore von Hugo Almeida und Silvestre Varela einen knappen 2:1-Sieg fixieren, womit die Schweiz ausscheiden musste.

### Österreich
Mit Deutschland und England wurden Österreich in der Qualifikationsrunde zwei nahezu übermächtige Gegner zugelost. Dazu kamen die starken Polen, die Österreich im dritten Spiel eine bittere 0:3-Heimniederlage bescherten. So blieb für die Österreicher letztlich nur ein Achtungserfolg mit einem 2:1-Auswärtssieg in England. Am Ende reichte dies jedoch nur zum vierten Platz, womit Österreich ausschied. Bemerkenswert war, dass mit Torhüter Ramazan Özcan und Markus Berger nur zwei Spieler in allen zehn Begegnungen dabei waren und dass Österreichs Teamchef Willibald Ruttensteiner nicht weniger als 44 verschiedene Spieler einberief, womit es nicht gelang, Kontinuität herzustellen.

## Austragungsorte
| Águeda |

| Aveiro |

| Barcelos |

| Braga |

| Guimarães |

| Porto |

| Águeda |

| Aveiro |

| Barcelos |

| Braga |

| Guimarães |

| Porto |

## Vorrunde

### Gruppe A
| Pl.                                                                                                  | Land                   | Sp. | S | U | N | Tore    | Diff. | Punkte |
| --- | ---------------------- | --- | - | - | - | ------- | ----- | ------ |
| 1.                                                                                                   | Frankreich             | 3   | 3 | 0 | 0 | 006:000 | +6    | 09     |
| 2.                                                                                                   | Serbien und Montenegro | 3   | 1 | 0 | 2 | 002:300 | −1    | 03     |
| 3.                                                                                                   | Deutschland            | 3   | 1 | 0 | 2 | 001:400 | −3    | 03     |
| 4.                                                                                                   | Portugal               | 3   | 1 | 0 | 2 | 001:300 | −2    | 03     |
| Serbien und Montenegro wurde auf Grund der Tordifferenz aus den direkten Begegnungen Gruppenzweiter. |                        |     |   |   |   |         |       |        |

|                                                                       |   |                      |     |
| 23. Mai 2006 in Barcelos                                              |   |                      |     |
| Serbien & Montenegro                                                  | – | Deutschland          | 0:1 |
| Tore: 0:1 Polanski (61.)                                              |   |                      |     |
| 23. Mai 2006 in Braga                                                 |   |                      |     |
| Portugal                                                              | – | Frankreich           | 0:1 |
| Tore: 0:1 Bruno Vale (41., Eigentor)                                  |   |                      |     |
| 25. Mai 2006 in Guimarães                                             |   |                      |     |
| Frankreich                                                            | – | Deutschland          | 3:0 |
| Tore: 1:0 Sinama-Pongolle (45.), 2:0 Gouffran (71.), 3:0 Mavuba (75.) |   |                      |     |
| 25. Mai 2006 in Barcelos                                              |   |                      |     |
| Portugal                                                              | – | Serbien & Montenegro | 0:2 |
| Tore: 0:1 Zé Castro (17., Eigentor), 0:2 Ivanović (65.)               |   |                      |     |
| 28. Mai 2006 in Guimarães                                             |   |                      |     |
| Deutschland                                                           | – | Portugal             | 0:1 |
| Tore: 0:1 João Moutinho (90.+4')                                      |   |                      |     |
| 28. Mai 2006 in Braga                                                 |   |                      |     |
| Frankreich                                                            | – | Serbien & Montenegro | 2:0 |
| Tore: 1:0 Bergougnoux (33.), 2:0 Toulalan (54.)                       |   |                      |     |

### Gruppe B
| Pl.                                                                             | Land        | Sp. | S | U | N | Tore    | Diff. | Punkte |
| ------------------------------------------------------------------------------- | ----------- | --- | - | - | - | ------- | ----- | ------ |
| 1.                                                                              | Ukraine     | 3   | 2 | 0 | 1 | 004:300 | +1    | 06     |
| 2.                                                                              | Niederlande | 3   | 0 | 3 | 0 | 003:300 | ±0    | 03     |
| 3.                                                                              | Italien     | 3   | 0 | 3 | 0 | 004:400 | ±0    | 03     |
| 4.                                                                              | Dänemark    | 3   | 0 | 2 | 1 | 005:600 | −1    | 02     |
| Die Niederlande sind auf Grund des besseren direkten Vergleichs Gruppenzweiter. |             |     |   |   |   |         |       |        |

| |   |             |     |
| 24. Mai 2006 in Águeda |   |             |     |
| Ukraine | – | Niederlande | 2:1 |
| Tore: 1:0 Milewskyj (39., Elfm.), 2:0 Fomin (51.), 2:1 Luirink (90.+2')                                                     |   |             |     |
| 24. Mai 2006 in Aveiro |   |             |     |
| Italien | – | Dänemark    | 3:3 |
| Tore: 1:0 Potenza (16.), 1:1 Würtz (21.), 1:2 Kahlenberg (33.), 1:3 Andreasen (41.), 2:3 Palladino (61.), 3:3 Bianchi (90.) |   |             |     |
| 26. Mai 2006 in Aveiro |   |             |     |
| Dänemark | – | Niederlande | 1:1 |
| Tore: 0:1 Huntelaar (38.), 1:1 Kahlenberg (48.)                                                                             |   |             |     |
| 26. Mai 2006 in Águeda |   |             |     |
| Italien | – | Ukraine     | 1:0 |
| Tore: 1:0 Chiellini (90.+3')                                                                                                |   |             |     |
| 29. Mai 2006 in Aveiro |   |             |     |
| Niederlande | – | Italien     | 1:0 |
| Tore: 1:0 de Ridder (74.)                                                                                                   |   |             |     |
| 29. Mai 2006 in Águeda |   |             |     |
| Dänemark | – | Ukraine     | 1:2 |
| Tore: 0:1 Fomin (31.), 1:1 Kahlenberg (43.), 1:2 Milewskyj (84.)                                                            |   |             |     |

## Finalrunde

### Halbfinale
| |   |                        |                     |
| 1. Juni 2006 in Braga                                                                                  |   |                        |                     |
| Frankreich                                                                                             | – | Niederlande            | 2:3 n. V.           |
| Tore: 0:1 Hofs (6.), 0:2 Huntelaar (38.), 1:2 Faubert 51 (51.), 2:2 Bergougnoux (85.), 2:3 Hofs (107.) |   |                        |                     |
| 1. Juni 2006 in Aveiro                                                                                 |   |                        |                     |
| Ukraine                                                                                                | – | Serbien und Montenegro | 0:0 n. V. 5:4 i. E. |
| Milan Purović vergab den entscheidenden Elfmeter                                                       |   |                        |                     |

### Finale
Die Niederländer ließen vom Anpfiff an keinen Zweifel aufkommen, dass sie als Sieger vom Platz gehen wollten. Klaas-Jan Huntelaar machte bereits vor der Pause alles klar und war mit zwei Treffern der Mann des Spieles. Die Ukraine hatte allerdings auch etwas Pech, als sie nach dem 1:0 der Niederlande zweimal an der Torstange scheiterte. Die Niederlande konnten damit erstmals den Europameistertitel im Unter-21-Bewerb für Nationalmannschaften gewinnen.
Huntelaar, der bereits in der Qualifikation zehn Tore erzielte, war mit insgesamt vier Treffern auch der erfolgreichste Torschütze der Endrunde und wurde auch zum besten Spieler des Turniers gewählt.
| Paarung        | Niederlande – Ukraine |
| Ergebnis       | 3:0 (2:0) |
| Datum          | 4. Juni 2006 |
| Stadion        | Estádio do Bessa Século. XXI, Porto |
| Zuschauer      | 30.000 |
| Schiedsrichter | Martin Hansson ( Schweden) |
| Tore           | 1:0 Klaas-Jan Huntelaar (11.) 2:0 Klaas-Jan Huntelaar (43., Elfmeter) 3:0 Nicky Hofs (90.+4') |
| Niederlande    | Kenneth Vermeer, Dwight Tiendalli, Ron Vlaar, Gijs Luirink, Urby Emanuelson, Ismaïl Aissati (78. Ramon Zomer), Demy de Zeeuw, Stijn Schaars, Nicky Hofs, Klaas-Jan Huntelaar, Romeo Castelen (69. Daniël de Ridder) Ersatzspieler: Michel Vorm, Remko Pasveer, Paul Verhaegh, Haris Medunjanin, Patrick Gerritsen, Collins John, Fred Benson, Arnold Kruiswijk, Edson Braafheid Cheftrainer: Foppe de Haan                                                          |
| Ukraine        | Andrij Pjatow, Hryhorij Jarmasch, Dmytro Tschyhrynskyj, Oleksandr Jazenko, Oleksandr Romantschuk, Taras Mychalyk, Oleksij Hodin (46. Maksym Feschtschuk), Jewhen Tscheberjatschko, Oleksandr Maksymow, Artem Milewskyj, Ruslan Fomin (46. Oleksandr Alijew) Ersatzspieler: Oleksandr Rybka, Yevgen Shirayev, Mykola Ischtschenko, Adrian Pukanytsch, Serhiy Pylypchuk, Iwan Krywoschejenko, Oleksandr Sytnik, Andrij Oberemko Cheftrainer: Oleksij Mychajlytschenko |

## Schiedsrichter
- Serge Gumienny
- Howard Webb
- Alon Yefet
- Martin Hansson
- Alberto Undiano Mallenco
- Gerald Lehner

## Beste Torschützen
| Platz | Spieler             | Tore |
| ----- | ------------------- | ---- |
| 1     | Klaas-Jan Huntelaar | 4    |
| 2     | Thomas Kahlenberg   | 3    |
|       | Nicky Hofs          | 3    |
| 4     | Bryan Bergougnoux   | 2    |
|       | Ruslan Fomin        | 2    |
|       | Artem Milewskyj     | 2    |